# Shushan
Shushan (chiń. upr. 蜀山区; chiń. trad. 蜀山區; pinyin Shǔshān Qū) – dzielnica miasta Hefei, stolicy prowincji Anhui, położonej we wschodnich Chinach. Liczba mieszkańców miasta, według spisu ludności z listopada 2010 roku, wynosiła 1 022 321.